# Новоселки (Любимский район)
Новоселки — деревня в Любимском районе Ярославской области в составе Воскресенского сельского поселения.

## Население
| 2007 | 2010 |
| ---- | ---- |
| 0    | →0   |

Располагается между деревней Соть, которая является железнодорожной станцией и деревней Тяпино, где в данный момент никто не проживает, высота центра селения над уровнем моря — 117 м. 